# Campionatele Europene de Tir din 1955
Prima ediție a Campionatelor Europene de Tir s-a desfășurat în România, la București, în perioada 11 - 18 septembrie 1955 pe poligonul Tunari în pădurea Băneasa. Au participat aproape 400 de sportivi din 20 de țări.

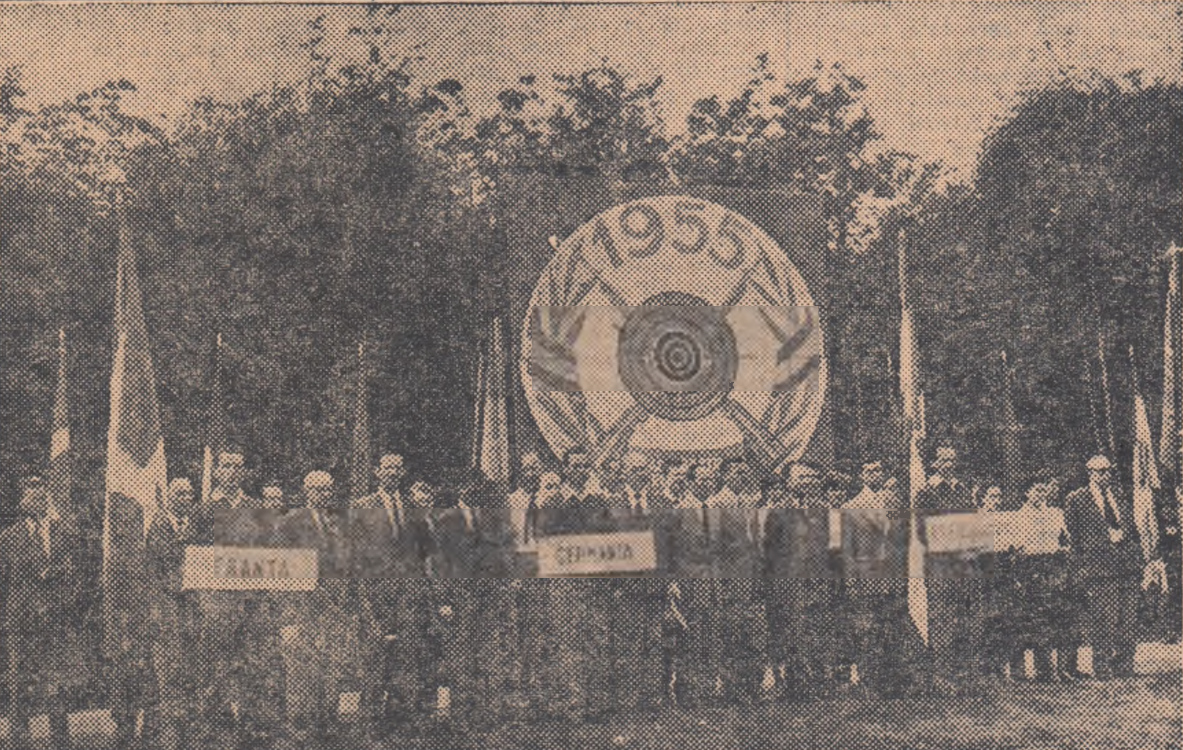
Festivitatea de deschidere
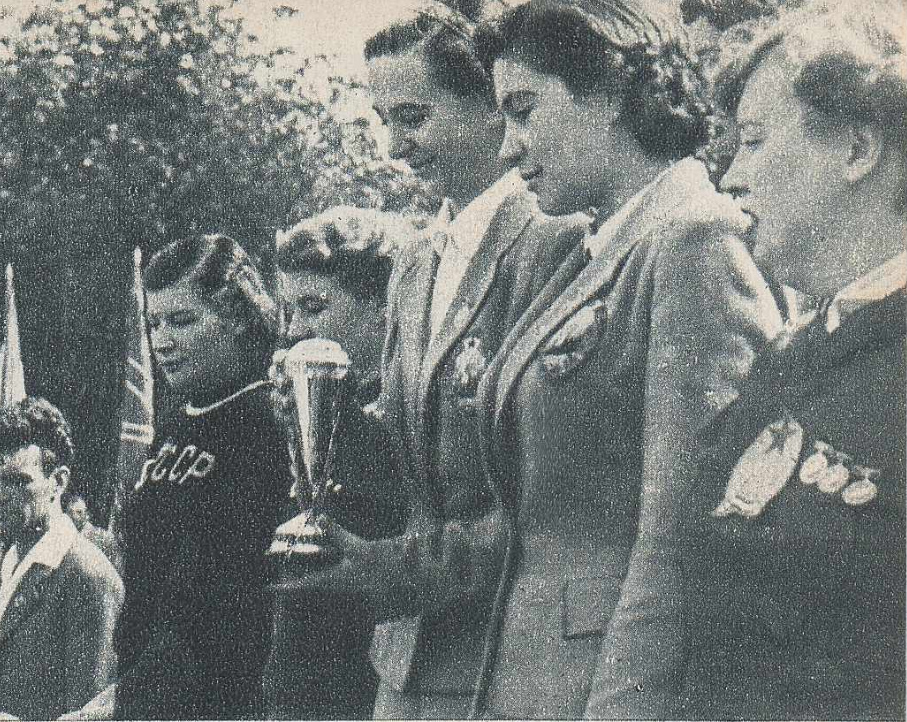
Echipa feminină a României a obținut titlul de campioană a Europei în proba de armă liberă, calibru redus, poziția genunchi
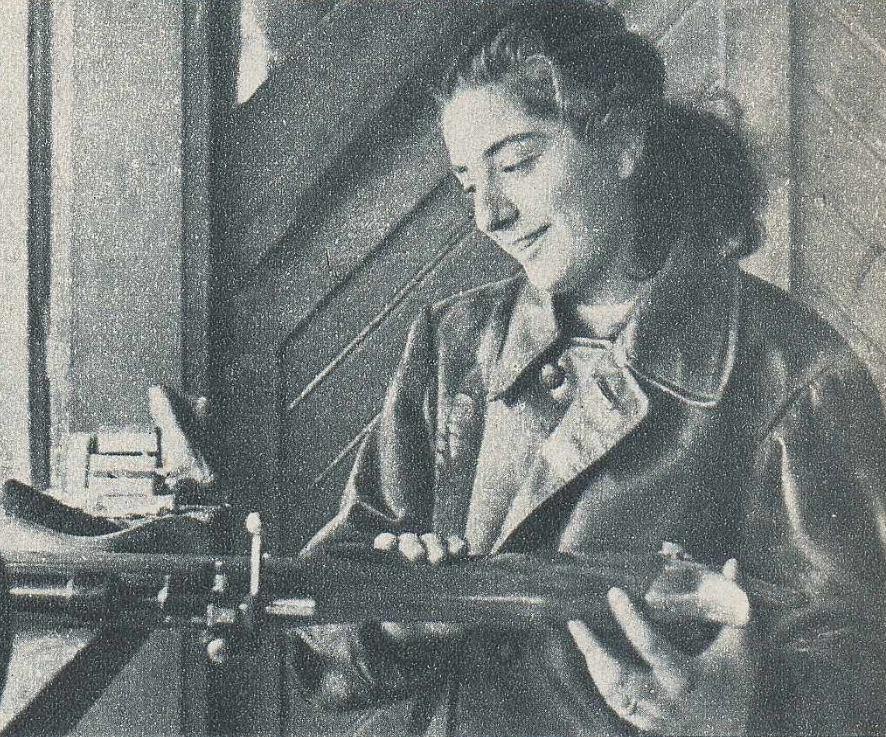
Jacqueline Zvoneschi a câștigat titlul de juniori în proba de armă liberă, calibru redus, poziția culcat
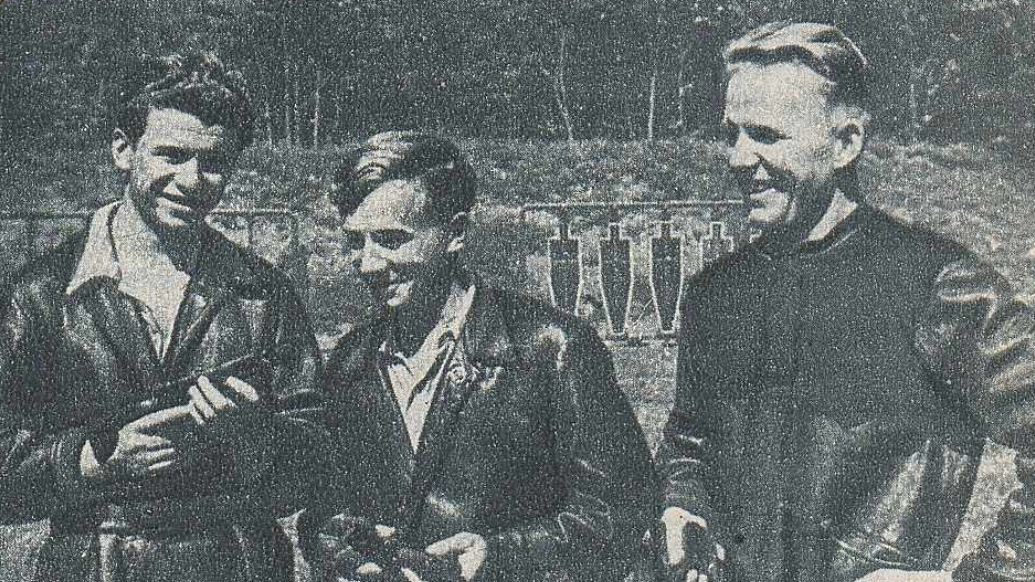
Trăgătorii sovietici Cerkasov, Nasonov șî Sorokin. Sportivii din URSS au obținut aproximativ jumătate din toate medaliile
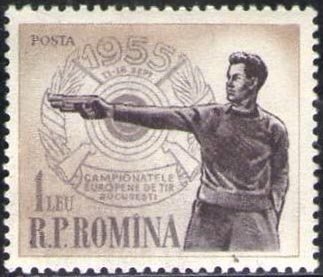
Timbru românesc din 1955

## Rezultate

### Masculin
| Probă                                                                          | Aur                                                                                                  | Aur       | Argint                                                                                  | Argint    | Bronz                                                                             | Bronz     |
| Meci englez 60 focuri                                                          | Erling Kongshaug (NOR)                                                                               | 600 pct.  | Jussi Nordqvist (FIN)                                                                   | 599 pct.  | Agne Wiberg (SWE)                                                                 | 599 pct.  |
| Meci englez 60 focuri                                                          | Norvegia Iver Aas Mauritz Amundsen Willy Knudsen Erling Kongshaug                                    | 2387 pct. | Suedia Uno Berg Anders Kvissberg Ole Ohlsson Agne Wiberg                                | 2385 pct. | Uniunea Sovietică Vasili Borisov Moisei Itkis Boris Pereberin Piotr Totșilov      | 2382 pct. |
| Armă liberă calibru redus pozițiile culcat, genunchi și picioare 3 x 40 focuri | Ole Hviid Jensen (DEN)                                                                               | 1176 pct. | Moisei Itkis (URS)                                                                      | 1174 pct. | Vasili Borisov (URS)                                                              | 1173 pct. |
| Armă liberă calibru redus pozițiile culcat, genunchi și picioare 3 x 40 focuri | Uniunea Sovietică Anatoli Bogdanov Vasili Borisov Moisei Itkis Boris Pereberin Pavel Peremotin       | 5844 pct. | Suedia Uno Berg Holger Erben Anders Kvissberg John Sundberg Agne Wiberg                 | 5815 pct. | Elveția Robert Bürchler Ernst Huber August Hollenstein Ernst Schmid Erwin Vogt    | 5800 pct. |
| Armă liberă calibru redus poziția culcat 40 focuri                             | Anders Kvissberg (SWE)                                                                               | 400 pct.  | Boris Pereberin (URS)                                                                   | 400 pct.  | Vasili Golovin (URS) · Sándor Krebs (HUN)                                         | 400 pct.  |
| Armă liberă calibru redus poziția culcat 40 focuri                             | Uniunea Sovietică Anatoli Bogdanov Vasili Borisov Moisei Itkis Boris Pereberin Pavel Peremotin       | 1991 pct. | Suedia Uno Berg Holger Erben Anders Kvissberg Gunnar Wahlo Agne Wiberg                  | 1990 pct. | Iugoslavia Krešimir Anić Josip Ćuk Bogdan Jež Zlatko Mašek Ljubiša Petrović       | 1987 pct. |
| Armă liberă calibru redus poziția genunchi 40 focuri                           | Ole Hviid Jensen (DEN)                                                                               | 396 pct.  | Anatoli Bogdanov (URS)                                                                  | 394 pct.  | Grigori Luzin (URS)                                                               | 394 pct.  |
| Armă liberă calibru redus poziția genunchi 40 focuri                           | Uniunea Sovietică Anatoli Bogdanov Vasili Borisov Moisei Itkis Grigori Luzin Pavel Peremotin         | 1961 pct. | Elveția Robert Bürchler August Hollenstein Ernst Huber Fritz Liechti Erwin Vogt         | 1954 pct. | Suedia Holger Erben Walther Fröstell Anders Kvissberg John Sundberg Agne Wiberg   | 1953 pct. |
| Armă liberă calibru redus poziția picioare 40 focuri                           | Moisei Itkis (URS)                                                                                   | 384 pct.  | Ole Hviid Jensen (DEN)                                                                  | 384 pct.  | Kurt Müller (SUI)                                                                 | 382 pct.  |
| Armă liberă calibru redus poziția picioare 40 focuri                           | Uniunea Sovietică Anatoli Bogdanov Vasili Borisov Moisei Itkis Boris Pereberin Pavel Peremotin       | 1896 pct. | Elveția August Hollenstein Max Lenz Kurt Müller Ernst Schmid Erwin Vogt                 | 1875 pct. | Suedia Uno Berg Holger Erben Anders Kvissberg John Sundberg Agne Wiberg           | 1874 pct. |
| Armă liberă calibru mare pozițiile culcat, genunchi și picioare 3 x 20 focuri  | Anatoli Bogdanov (URS)                                                                               | 1139 pct. | Vasili Borisov (URS)                                                                    | 1134 pct. | Vilho Ylönen (FIN)                                                                | 1130 pct. |
| Armă liberă calibru mare pozițiile culcat, genunchi și picioare 3 x 20 focuri  | Uniunea Sovietică Anatoli Bogdanov Vasili Borisov Vasili Golovin Moisei Itkis Vladislav Krișnevski   | 1896 pct. | Finlanda Esa Kervinen Jussi Nordquist Kalevi Parkkari Jorma Taitto Vilho Ylönen         | 1875 pct. | Elveția Robert Bürchler August Hollenstein Edwin Rohr Ernst Schmid Erwin Vogt     | 1874 pct. |
| Armă liberă calibru mare poziția culcat 40 focuri                              | Vilho Ylönen (FIN)                                                                                   | 393 pct.  | Anatoli Bogdanov (URS)                                                                  | 393 pct.  | Vasili Golovin (URS)                                                              | 393 pct.  |
| Armă liberă calibru mare poziția genunchi 40 focuri                            | Edwin Rohr (SUI)                                                                                     | 385 pct.  | Anatoli Bogdanov (URS)                                                                  | 384 pct.  | Vasili Borisov (URS)                                                              | 382 pct.  |
| Armă liberă calibru mare poziția picioare 40 focuri                            | August Hollenstein (SUI)                                                                             | 371 pct.  | Vasili Borisov (URS)                                                                    | 370 pct.  | Anatoli Bogdanov (URS)                                                            | 367 pct.  |
| Armă militară 3 x 20 focuri                                                    | Ernst Schmid (SUI)                                                                                   | 531 pct.  | Ivan Novozilov (URS)                                                                    | 530 pct.  | Vladislav Krișnevski (URS)                                                        | 530 pct.  |
| Armă militară 3 x 20 focuri                                                    | Uniunea Sovietică Vasili Golovin Vladislav Krișnevski Ivan Novozilov Boris Pereberin Pavel Peremotin | 2633 pct. | Elveția Robert Bürchler Georg Clavadetscher Emil Grünig August Hollenstein Ernst Schmid | 2603 pct. | Suedia Holger Erben Walther Fröstell Anders Kvissberg Olle Ohlsson Gunnar Wahlo   | 2575 pct. |
| Pistol calibru mare 60 focuri                                                  | Mahmud Umarov (URS)                                                                                  | 588 pct.  | Vladimir Demin (URS)                                                                    | 584 pct.  | Lev Vainștein (URS)                                                               | 580 pct.  |
| Pistol calibru mare 60 focuri                                                  | Uniunea Sovietică Vladimir Demin Konstantin Martazov Mahmud Umarov Lev Vainștein                     | 2324 pct. | Suedia Leif Larsson Gustaf Preutz Gunnar Schött Bengt Terling                           |           | Finlanda Väinö Heusala Kaarle Pekkala Leonard Ravilo Kalle Sievänen               |           |
| Pistol liber calibru redus 60 focuri                                           | Anton Iasinski (URS)                                                                                 | 566 pct.  | Lev Vainștein (URS)                                                                     | 555 pct.  | Konstantin Martazov (URS)                                                         | 553 pct.  |
| Pistol liber calibru redus 60 focuri                                           | Uniunea Sovietică Vladimir Giemin Anton Iasinski Konstantin Martazov Mahmud Umarov Lev Vainștein     | 2769 pct. | Suedia Rune Calmegard Leif Larsson Sture Nordlund Gustaf Preutz Gunnar Schött           | 2668 pct. | Ungaria Ambrus Balogh Lajos Börzsönyi Ferenc Décsey Károly Takács Sándor Tölgyesi | 2667 pct. |
| Pistol viteză 60 focuri                                                        | Evgheni Cerkasov (URS)                                                                               | 587 pct.  | Vasili Sorokin (URS)                                                                    | 587 pct.  | Viktor Nasonov (URS)                                                              | 587 pct.  |
| Pistol viteză 60 focuri                                                        | Uniunea Sovietică Evgheni Cerkasov Vasili Sorokin Viktor Nasonov Nikolai Kalinicenko                 | 2339 pct. | Finlanda Väinö Heusala Leonard Ravilo Kalle Sievänen Lauri Toikka                       | 2279 pct. | Ungaria Lajos Börzsönyi Aladár Dobsa József Gyönyörű Szilárd Kun                  | 2297 pct. |
| Cerb alergător 20 focuri simple                                                | Miklós Kovács (HUN)                                                                                  | 215 pct.  | Dimitri Grigorișin (URS)                                                                | 214 pct.  | Dimitri Bobrun (URS)                                                              | 213 pct.  |
| Cerb alergător 20 focuri simple                                                | Uniunea Sovietică Dimitri Bobrun Dimitri Grigorișin Nikolai Prozorovski Vitali Romanenko             | 848 pct.  | Ungaria József Farkas Ferenc Kégli Miklós Kocsis Miklós Kovács                          | 821 pct.  | Suedia Olle Andersson Benkt Austrin Ake Bohman Olle Sköldberg                     | 790 pct.  |
| Cerb alergător 10 focuri duble                                                 | Fiodor Puzîri (URS)                                                                                  | 206 pct.  | Vitali Romanenko (URS)                                                                  | 205 pct.  | Åke Bohman (SWE)                                                                  | 201 pct.  |
| Cerb alergător 10 focuri duble                                                 | Uniunea Sovietică Dimitri Bobrun Nikolai Prosorovski Fiodor Puzîri Vitali Romanenko                  | 798 pct.  | România · Sorin Cantili · Eni Drăgan · Gheorghe Ghimbășanu · Aurel Neagu                |           | Suedia Benkt Austrin Åke Bohman Olle Sköldberg                                    |           |
| Skeet 150 buc.                                                                 | Nikolai Durnev (URS)                                                                                 | 148 pct.  | Olle Andersson (SWE)                                                                    | 146 pct.  | Boris Antonov (URS)                                                               | 146 pct.  |
| Talere aruncate din șanț 50 buc.                                               | Iuri Nicandrov (URS)                                                                                 | 291 pct.  | Ewald Christensen (DEN)                                                                 | 290 pct.  | Nikolai Moghilevski (URS)                                                         | 288 pct.  |
| Talere aruncate din șanț 50 buc.                                               | Uniunea Sovietică Iuri Nicandrov Nikolai Moghilevski Vasili Selin Serghei Kalinin                    | 766 pct.  | Ungaria Sándor Lumniczer Károly Kulin-Nagy Ede Szomjas József Váry                      | 751 pct.  | Polonia Roman Feill Stanisław Popielarski Adam Smelczyński Wandolin Wolny         | 748 pct.  |

### Feminin
| Probă                                                                          | Aur                                                                                 | Aur       | Argint                                                                              | Argint    | Bronz                                                                        | Bronz     |
| Armă liberă calibru redus pozițiile culcat, genunchi și picioare 3 x 40 focuri | Tamara Lomova (URS)                                                                 | 1169 pct. | Elena Donskaia (URS)                                                                | 1160 pct. | Galina Novoderova (URS)                                                      | 1157 pct. |
| Armă liberă calibru redus pozițiile culcat, genunchi și picioare 3 x 40 focuri | Uniunea Sovietică Elena Donskaia Zenaida Kormuskina Tamara Lomova Galina Novoderova | 4632 pct. | România · Felicia Iovănescu · Marieta Juverdeanu · Iudith Moscu · Lia Sîrbu         | 4568 pct. | Ungaria Anna Budafai Józsefné Hegedüs Lajosné Kisgyörgy Istváné Veress       | 4531 pct. |
| Armă liberă calibru redus poziția culcat 40 focuri                             | Elena Donskaia (URS)                                                                | 399 pct.  | Toska Stoeva (BUL)                                                                  | 399 pct.  | Maj Lindquist (SWE)                                                          | 399 pct.  |
| Armă liberă calibru redus poziția culcat 40 focuri                             | Uniunea Sovietică Elena Donskaia Zenaida Kormuskina Tamara Lomova Galina Novoderova | 1586 pct. | România · Paraschiva Elekeș · Marieta Juverdeanu · Rodica Grozea · Lia Sîrbu        | 1580 pct. | Bulgaria · Anka Boiagheva · Iordanka Savova · Toska Stoeva · Stefka Vasileva | 1579 pct. |
| Armă liberă calibru redus poziția genunchi 40 focuri                           | Tamara Lomova (URS)                                                                 | 396 pct.  | Felicia Iovănescu (ROM)                                                             | 393 pct.  | Zenaida Kormuskina (URS)                                                     | 392 pct.  |
| Armă liberă calibru redus poziția genunchi 40 focuri                           | România · Paraschiva Elekeș · Felicia Iovănescu · Marieta Juverdeanu · Iudith Moscu | 1563 pct. | Uniunea Sovietică Elena Donskaia Zenaida Kormuskina Tamara Lomova Galina Novoderova | 1560 pct. | Ungaria Anna Budafai Józsefné Hegedüs Lajosné Kisgyörgy Istváné Veress       | 1526 pct. |
| Armă liberă calibru redus poziția picioare 40 focuri                           | Tamara Lomova (URS)                                                                 | 375 pct.  | Galina Novoderova (URS)                                                             | 375 pct.  | Anca Ciortea (ROM)                                                           | 374 pct.  |
| Armă liberă calibru redus poziția picioare 40 focuri                           | Uniunea Sovietică Elena Donskaia Zenaida Kormuskina Tamara Lomova Galina Novoderova | 1489 pct. | România · Anca Ciortea · Felicia Iovănescu · Marieta Juverdeanu · Lia Sîrbu         | 1449 pct. | Ungaria Anna Budafai Józsefné Hegedüs Lajosné Kisgyörgy Istváné Veress       | 1433 pct. |

### Juniori
La categoriile de juniori, băieții și fetele au concurat împreună.
| Probă                                                                          | Aur                                                                                  | Aur       | Argint                                                                        | Argint    | Bronz                                                                         | Bronz     |
| Armă liberă calibru redus pozițiile culcat, genunchi și picioare 3 x 40 focuri | Anatoli Pehterev (URS)                                                               | 1167 pct. | Vladimir Luchianciuc (URS)                                                    | 1165 pct. | Vitali Belocurov (URS)                                                        | 1164 pct. |
| Armă liberă calibru redus pozițiile culcat, genunchi și picioare 3 x 40 focuri | Uniunea Sovietică Vladimir Luchianciuc Anatoli Pehterev Vitali Belocurov N. Glazov   | 4657 pct. | Iugoslavia Josip Ćuk                                                          | 4602 pct. | România · Victor Antonescu · Petre Șandor · Ion Văcaru · Jacqueline Zvoneschi | 4578 pct. |
| Armă liberă calibru redus poziția culcat 40 focuri                             | Jacqueline Zvoneschi (ROM)                                                           | 400 pct.  | Anatoli Pehterev (URS)                                                        | 400 pct.  | Vitali Belocurov (URS)                                                        | 399 pct.  |
| Armă liberă calibru redus poziția culcat 40 focuri                             | Uniunea Sovietică Anatoli Pehterev Vitali Belocurov N. Glazov Oleg Scerba            | 1594 pct. | România · Teodor Ciulu · Petre Șandor · Ion Văcaru · Jacqueline Zvoneschi     | 1588 pct. | Iugoslavia V. Basic N. Jozic B. Jez Josip Ćuk                                 | 1584 pct. |
| Armă liberă calibru redus poziția genunchi 40 focuri                           | Oleg Scerba (URS)                                                                    | 397 pct.  | Anatoli Pehterev (URS)                                                        | 396 pct.  | Vladimir Luchianciuc (URS)                                                    | 395 pct.  |
| Armă liberă calibru redus poziția genunchi 40 focuri                           | Uniunea Sovietică Oleg Scerba Vladimir Luchianciuc Anatoli Pehterev Vitali Belocurov | 1580 pct. | România · Victor Antonescu · Petre Șandor · Ion Văcaru · Jacqueline Zvoneschi | 1551 pct. | Iugoslavia                                                                    | 1540 pct. |
| Armă liberă calibru redus poziția picioare 40 focuri                           | Josip Ćuk (YUG)                                                                      | 376 pct.  | Vladimir Luchianciuc (URS)                                                    | 375 pct.  | Sándor Berényi (HUN)                                                          | 374 pct.  |
| Armă liberă calibru redus poziția picioare 40 focuri                           | Uniunea Sovietică Vladimir Luchianciuc Vitali Belocurov Anatoli Pehterev Evdochinov  | 1481 pct. | Iugoslavia Josip Ćuk                                                          | 1473 pct. | Ungaria Sándor Berényi                                                        | 1467 pct. |